# Битва при Асаі
Битва при Асаі — головна битва другої англо-маратхської війни між силами імперії Маратха та Британською Ост-Індською компанією. Бій відбувся 23 вересня 1803 року.
Наслідком британської перемоги став перелом у Другій англо-маратхській війні та початок панування британців на плато Декан і в цілому у всій центрально-південній Індії.

## Передуючі обставини
З серпня 1803 року британська армія під орудою Веллслі та окремі сили, підпорядковані полковнику Джеймсу Стевенсону, переслідували маратхську кінноту, котра мала можливість здійснювати набіги поблизу Хайдарабада. Після кількох тижнів переслідування та контрмаршів, Скінтія посилює маратхську армію своєю піхотою, озброєною модерніше, та гарматами.

## Перебіг бою
20 вересня сили Артура Веллслі і Стівенсона розділилися біля Бадхапура та рухалися окремо, плануючи 24 вересня з'єднатися в певному населеному пункті. Однак до 23 вересня британські сили зіткнулися із озброєними маратхами, сили котрих нараховували від 40 до 50 тисяч. Маратхи зайняли вигідні позиції між річками, проте британське військове керівництво вирішило атакувати. Британські вояки знайшли брід біля одного села, проте їхня атака була невдалою. Згодом два батальйони шотландців, у бою втративши всіх офіцерів, таки примусили маратхів відступити. Після цього британські сили пішли в лобову атаку. Відкинувши маратхів, британці з огляду на вимученість далі не рушили.

## Наслідки
Втрати британських сил у битві при Асаі склали убитими 428, пораненими 1138, зникло безвісти 18; 74-й регімент та пікетний батальйон знищені. Маратхські втрати важковстановлювані, їх оцінюють в від 1200 до 6000 убитих та поранених.